# Triblidium caliciiforme
Triblidium caliciiforme är en svampart som tillhör divisionen sporsäcksvampar, och som beskrevs av Johann Friedrich Rebentisch och Fr.. Triblidium caliciiforme ingår i släktet Triblidium, och familjen Triblidiaceae. Arten är reproducerande i Sverige.